# Broad City
Broad City es una serie de televisión estadounidense de comedia, creada y protagonizada por Ilana Glazer y Abbi Jacobson. Fue desarrollado a partir de su serie web del mismo nombre, que se produjo de forma independiente entre 2009 y 2011. La creación de la serie de web empezó después de que Glazer recibió retroalimentación pobre en un proyecto. Ella y un socio habían estado trabajando en ello. Después de expresar su frustración a Jacobson, ambos decidieron trabajar en un proyecto junto, finalmente creando la serie de web Broad City.  La serie está basada en Glazer y Jacobson, una amistad de la vida real, y su intento de "hacerlo" en Nueva York. Amy Poehler es uno de los productores ejecutivos de Broad City y apareció al final de la serie web. La serie se estrenó en Comedy Central el 22 de enero de 2014.
La cuarta temporada de Broad City estrenó el 13 de septiembre de 2017 y ha sido renovada por una quinta temporada.

## Sinopsis
Broad City sigue a Ilana y Abbi, dos judías estadounidenses de veintitantos años, que experimentan aventuras de descuido y frivolidad en la ciudad de Nueva York. Ilana trata de evitar trabajar tanto como sea posible mientras persigue su implacable hedonismo, y Abbi trata de hacer una carrera como ilustradora, a menudo se desvía de los esquemas de Ilana.

## Reparto

### Reparto principal

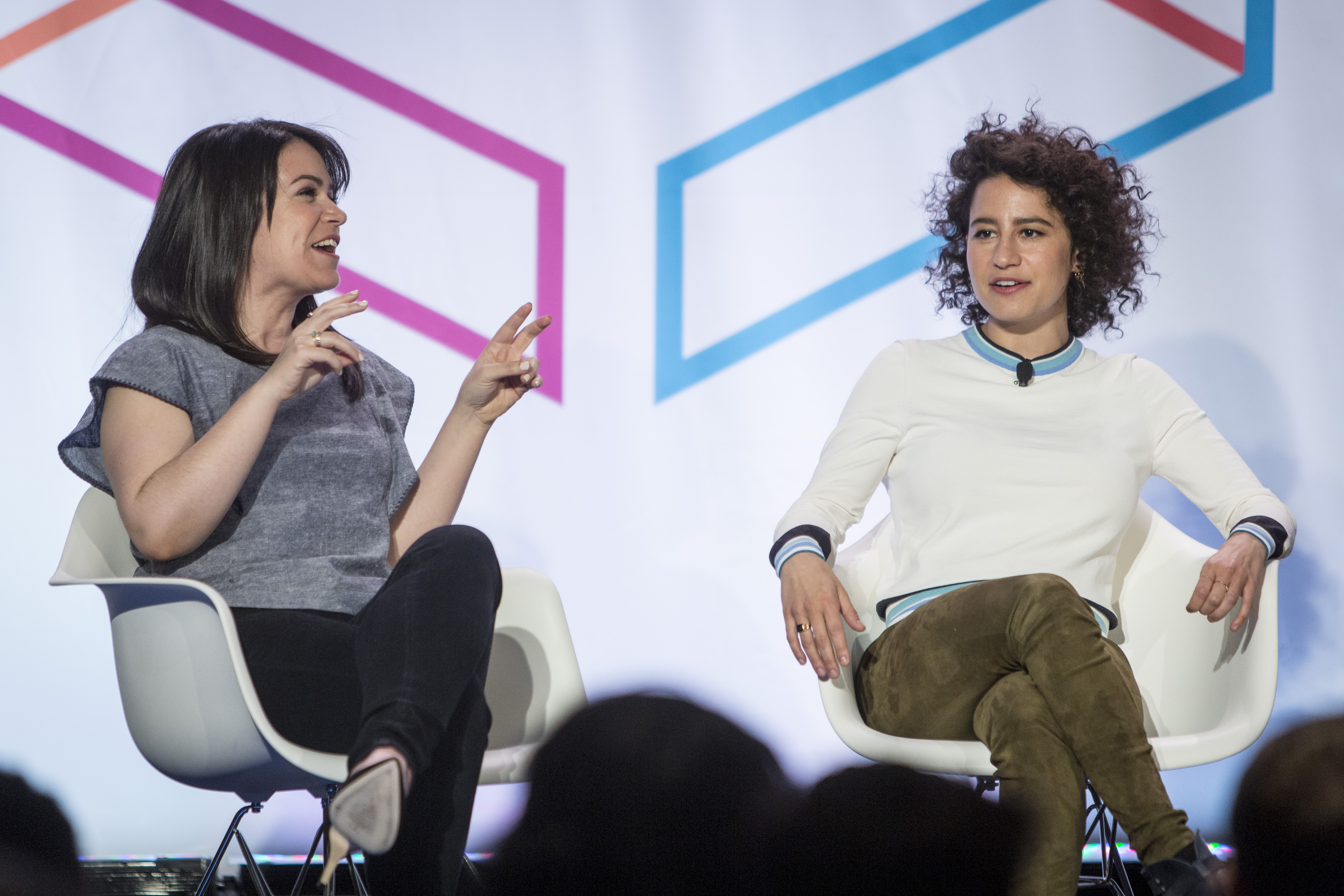
Jacobson (Izquierdo) y Glazer (derecha) en la Semana de Internet en Nueva York en mayo de 2015.

- Abbi Jacobson como Abbi Abrams. Una mujer de veintiséis años de Filadelfia. Como su mejor amiga Ilana, le gusta fumar marihuana, aunque con menos frecuencia. La mayor parte de la serie, Abbi trabaja como conserje en un gimasio llamado Soulstice (una parodia de Equinox[6] y SoulCycle).[7] Ella va ascendido eventual a entrenadora y comienza a enseñar clases de fitness para personas mayores. También es diseñadora y lucha por su sueño y espera salir de Soulstice para perseguir el arte a tiempo completo. Abbi se esfuerza por encontrar un equilibrio entre ser un adulto responsable y autosuficiente, mientras que es amante de la diversión y libre de espíritu como Ilana. Ella tiene un compañero de habitación que nunca se ve en la serie, aunque el novio de su compañero de habitación Matt, llamado por su apellido "Bevers", está siempre en la habitación. Abbi tiene un enorme enamoramiento por su vecino Jeremy, pero logra avergonzarse cada vez que trata de llamar su atención. Ellos finalmente duermen juntos, pero rompen después de una discusión sobre un consolador. Al final de la temporada 3, ella comienza a salir con su jefe Trey, pero intenta mantenerlo en secreto por vergüenza. Abbi es la más nivelada de las dos, pero puede perder la cabeza cuando está intoxicada.

- Ilana Glazer como Ilana Wexler, Una mujer de veintitrés años de Long Island. Ella es una fanática de la marihuana que a menudo es ajena a cómo los demás reaccionan a sus travesuras auto-absorbidas. La mayor parte de la serie, Ilana trabaja en una compañía de ventas indescriptible llamada Deals Deals Deals, pero rara vez hacía ningún trabajo y a menudo tomaba descansos durante horas. Ella fue despreciada por sus compañeros de trabajo debido a su actitud perezosa, pero su jefe pasivo Todd mantuvo su empleo debido a su sumisión. Finalmente fue despedida después de publicar el video de bestialidad "Mr. Hands" en la cuenta de Twitter de la compañía. Ella comparte un apartamento con un inmigrante gay llamado Jaimé, y tiene una relación sexual continua con Lincoln, un dentista de modales suaves. Ilana considera que su relación es "puramente física", para gran consternación de Lincoln, aunque a menudo exhibe un genuino cuidado por él. En comparación con su mejor amiga Abbi, ella es más libre de espíritu y sexualmente liberada, pero cada escapada tiene consecuencias no deseadas, que suelen afectar a Abbi, que es arrastrado a regañadientes a los planes de Ilana.

### Elenco recurrente
- Hannibal Buress como Lincoln Arroz, DDS – Un exitoso dentista pediátrico con quien Ilana tiene una relaciones sexuales recurrentemente. Él tiene sentimientos románticos hacía Ilana y quiere tomar su relación más lejos, pero ella es unreceptive a sus avances. Él es un tipo gracioso, tranquilo y a menudo juega y cuenta chistes con sus pacientes. También es un amigo leal a Abbi. En la temporada 3, rompe con Ilana para ser monógamo con una nueva novia.
- Paul W. Downs como Trey Pucker – El jefe de Abbi en Soulstice. Él es un chico genuinamente agradable y un entusiasta de salud y muy aficionado al gimnasio. Cuando tenía 18 años, realizó vídeos caseros de masturbación bajo el nombre de "Kirk Steele". Para la mayoría de la serie, él era ajeno al deseo de Abbi de ser un entrenador y la acosó para limpiar cosas en el gimnasio. Abbi y Trey comenzaron a salir en la tercera temporada, aunque Abbi trató de mantenerlo en secreto por vergüenza.
- John Gemberling como Matthew "Matty" Bevers – (siempre ausente) novio del compañero de cuarto de Abbi que parece nunca salir. Él es un "freeloader" desordenado, repugnante que come la comida de Abbi y vive en su apartamento libre de alquiler. A pesar de esto, se ha demostrado que tiene un lado dulce y sensible. Él es ajeno al desdén de Abbi, pero él los considera mejores amigos.
- Arturo Castro como James "Jaimé" Castro – El compañero de habitación gay de Ilana. Jaimé es un inmigrante guatemalteco que exhibe una culpabilidad extrema por lo que percibe como un error cometido contra sus amigos; Sin embargo, generalmente son transgresiones menores. Se convierte en ciudadano americano en la temporada 2.
- Stephen Schneider como Jeremy Santos – El vecino del pasillo de Abbi, con quien Abbi tiene un amor platónico; Es educado y tranquilo, pero su mera presencia reduce a Abbi a un comportamiento nervioso y lamentable. Abbi y Jeremy finalmente duermen juntos, pero rompen después de que este arruina su consolador personalizado.
- Chris Gethard como Todd – El exjefe de Ilana en la web ficticia "deal" company Deals Deals Deals. Generalmente es sumiso e ineficaz al intentar frenar la falta de compromiso de Ilana con el trabajo.
- Nicole Drespel como Nicole – La excompañera de trabajo de Ilana, una trabajadora seria que desprecia a Ilana y documentó secretamente sus actividades ofensivas en la oficina.
- Eliot Glazer como Eliot – el hermano gay de Ilana ésta le consiguió una promoción en el trabajo que le requirió mudarse a Londres, Inglaterra.
- Susie Essman como Bobbi Wexler –mamá de Ilana y de Eliot que vive en Long Island y ama los bolsos knock-off de la alta calidad.
- Bob Balaban como Arthur Wexler - El padre de Ilana y Eliot que vive en Long Islan.

## Episodios
| Temporada | Temporada | Episodios | Episodios | Emisión original         | Emisión original       |
| Temporada | Temporada | Episodios | Episodios | Primera emisión          | Última emisión         |
| --------- | --------- | --------- | --------- | ------------------------ | ---------------------- |
|           | 1         | 10        | 10        | 22 de enero de 2014      | 26 de marzo de 2014    |
|           | 2         | 10        | 10        | 14 de enero de 2015      | 18 de marzo de 2015    |
|           | 3         | 10        | 10        | 17 de febrero de 2016    | 20 de abril de 2016    |
|           | 4         | 10        | 10        | 13 de septiembre de 2017 | 6 de diciembre de 2017 |
|           | 5         | 10        | 10        | 24 de enero de 2019      | 28 de marzo de 2019    |

## Producción
Glazer y Jacobson se reunieron cuando ambos asistieron a cursos en la Brigada de Ciudadanos de Upright. En febrero de 2010 comenzaron su propia serie web en YouTube, que resultó popular. Amy Poehler se dio cuenta de la serie y fue ls mentora de Glazer y Jacobson, convirtiéndose en productor ejecutivo cuando el programa llegó a la televisión. Cuando Glazer y Jacobson escribieron el guion piloto, sus personajes fueron nombrados Evelyn Wexler y Carly Abrams. respectivamente, pero terminaron usando sus nombres reales primero. El par continuó escribiendo la mayoría de los episodios juntos, con aproximadamente la mitad de los episodios hasta la fecha llevando sus nombres como escritores.
Paul W. Downs, que produce y protagoniza como Trey, ha escrito varios episodios de la serie con Lucia Aniello, quien también ha producido y dirigido episodios de la serie. Paul ha escrito "Working Girls" (episodio 1.3), "Knockoffs" (episodio 2.4) y "Coat Check" (episodio 2.9).

## Recepción

### Audiencias
Desde su estreno en 2014, Broad City ha tenido un buen desempeño, con un promedio de 1,2 millones de espectadores por episodio, convirtiéndose en la primera temporada de Comedy Central con mejor calificación desde 2012 entre los más jóvenes, incluyendo adultos de 18 a 34 años.
A pesar del éxito comercial inicial y las críticas positivas en curso, en marzo de 2016 el programa recibía menos de 1 millón de espectadores, con menos de 600.000 sintonizando durante la segunda semana del mes.

### Recepción crítica
El programa ha recibido aclamación de la crítica. El sitio web de Metacritic señaló la temporada 1 recibió "generalmente buenas críticas", dándole una puntuación de 75 de cada 100, sobre la base de las críticas de 14 críticos. Karen Valby de Entertainment Weekly describió el espectáculo como "una comedia profundamente extraña, extrañamente dulce y completamente hilarante." El Wall Street Journal se refirió al programa como "Sneak Attack Feminism" (Feminismo de ataque furtivo). El crítico Megan Angelo cita a Abbi Jacobson, principal estrella de Broad City en Comedy Central: "Si observas uno de nuestros episodios, no hay un gran mensaje, pero si los observas, creo que están dando poder a las mujeres.” El A.V. Club criticó a Caroline Framke, por escribir que Broad City "merecía la pena ver..." a pesar de su "bien postulada...", y que la serie es "notablemente poseída, incluso en su primer episodio."
La temporada 1 del programa recibió una calificación de 96% "Certified Fresh" de Rotten Tomatoes, basada en las críticas de 23 críticos, con el consenso del sitio afirmando: "De sus talentosos productores a su escritura inteligente y excelentes pistas, Broad City cuenta con un pedigrí excepcional." El A.V. Club nombró a Broad City el segundo mejor programa de televisión de 2014 para su primera temporada.
La temporada 2 recibió críticas positivas, con Metacritic dándole una puntuación de 89 de cada 100, basada en críticas de 8 críticos, lo que indica "aclamación universal." Rotten Tomatoes dio a la segunda temporada una calificación del 100%, basada en las críticas de 11 críticos, con el consenso del sitio: "Conducido por dos de las mujeres más divertidas de la televisión, Broad City utiliza la química vibrante de sus estrellas para dar un elemento de autenticidad a La cadena caótica pero esclarecedora del espectáculo de la comedia."
La temporada 3 recibió críticas positivas, con Metacritic dándole una puntuación de 87 de 100, basado en las críticas de 8 críticos, lo que indica la "aclamación universal."
Ben Travers de Indiewire resume lo que él ve como las fortalezas de los dos primeros episodios de la temporada 3: "Cada media hora se siente tan libre y salvaje como Ilana es tan audaz, pero también como meticulosamente juntas como Abby [sic] se esfuerza Para ser...  la integración de sus dos creadoras, actitudes en el núcleo de la composición de la serie ayuda a ilustrar cómo Broad City realmente es."

### Premios y nombramientos
| Año  | Premio                           | Categoría                                    | Nominación                   | Resultado |
| ---- | -------------------------------- | -------------------------------------------- | ---------------------------- | --------- |
| 2014 | Premios de la Crítica Televisiva | Mejor serie de comedia                       | Broad City                   | Nominada  |
| 2014 | Premios de la Crítica Televisiva | Mejor actriz en una Serie de Comedia         | Ilana Glazer                 | Nominada  |
| 2015 | Premios de la Crítica Televisiva | Mejor serie de comedia                       | Broad City                   | Nominada  |
| 2015 | Premios de la Crítica Televisiva | Mejor actriz en una Serie de Comedia         | Ilana Glazer                 | Nominada  |
| 2015 | Premios de la Crítica Televisiva | Mejor actor invitado en una serie de comedia | Susie Essman                 | Nominada  |
| 2017 | MTV Movie & TV Awards            | Mejor Performance Cómico                     | Ilana Glazer y Abbi Jacobson | Nominada  |

## Home Media
| Título de DVD     | Temporada | Episodios | Proporción | Duración    | Año                    |
| ----------------- | --------- | --------- | ---------- | ----------- | ---------------------- |
| Primera Temporada | 1         | 10        | 16:9       | 220 minutos | 2 de diciembre de 2014 |
| Segunda Temporada | 2         | 10        | 16:9       | 220 minutos | 5 de enero de 2016     |
| Tercera Temporada | 3         | 10        | 16:9       | 210 minutos | 10 de enero de 2017    |

## Controversia

### Incidente con camiseta "Broad Fucking City"
El 23 de marzo de 2015, el estudiante universitario Daniel Podolsky fue expulsado de un vuelo de Southwest Airlines que aterrizó en San Luis después de que una sobrecargo de la puerta tomó la decisión porque éste portaba una camiseta con la inscripción: "Broad Fucking City" Se le había dado como regalo en el acontecimiento de SXSW de Comedy Central. Inicialmente recibiendo cobertura de un afiliado local de Fox, KTVI, la historia fue recogida por Glenn Beck, The Blaze y rápidamente se volvió viral, llegando a las páginas de inicio de Buzzfeed, CNN, Vice News. Ilana Glazer Respondió por tweeting, "me encantas, daniel podolsky," junto con un enlace a la historia del Blaze.